# Hilpoltstein
Hilpoltstein est une ville de Bavière (Allemagne), située dans l'arrondissement de Roth, dans le district de Moyenne-Franconie. L’écluse est l’extrémité nord (versant Main) du bief de partage du Canal Rhin-Main-Danube.

## Histoire
| Appartenances historiques Duché de Bavière 907–1255 Duché de Haute-Bavière 1255–1353 Duché de Bavière-Landshut 1353-1392 Duché de Bavière-Ingolstadt 1392-1447 Duché de Bavière-Landshut 1447-1505 Duché de Palatinat-Neubourg 1505–1808 Royaume de Bavière 1808–1918 République de Weimar 1918–1933 Reich allemand 1933–1945 Allemagne occupée 1945–1949 Allemagne 1949–présent |